# Fair Play (Carolina del Sur)
Fair Play es un lugar designado por el censo ubicado en el condado de Oconee, en el estado estadounidense de Carolina del Sur. La localidad en el año 2010 tiene una población de 687 habitantes. 

## Geografía
Fair Play se encuentra ubicado en las coordenadas 34°30′21.41″N 82°59′9.96″O / 34.5059472, -82.9861000. 